# Hitman 2: Silent Assassin
Hitman 2: Silent Assassin este un joc de stealth elaborat de IO Interactive și publicat de Eidos Interactive. Este al doilea joc din seria Hitman după Hitman: Codename 47.

## Subiect
În anul 1994, s-a lucrat la un prototip de asasini perfecți. Unul dintre ei, personajul principal al jocului, a scăpat. Numit și Agentul 47 (deoarece, când a fost creat, pe ceafă i s-a tatuat codul 640509-040147), el se angajează la International Contract Agency și ucide pentru clienții lui.
După evenimentele din jocul precedent, Agentul 47 încearcă să urmeze o viață liniștită și se retrage la o biserică din Sicilia. Preotul de acolo, Vitorio, este răpit, cerându-se 500.000$ pentru eliberarea lui. Hitman se vede nevoit să apeleze din nou la ajutorul agenției lui și va asasina câteva persoane în schimbul obținerii de informații despre locul unde ar putea fi prietenul său, preotul. În cele din urmă reușește să dea de acesta. 47 își dă seama că nu poate trăi o astfel de viață iar el începe să lucreze cu ICA din nou.
Având în vedere că agentul 47 reprezintă o formă de viață superioară, el fiind obținut prin încrucișarea mai multor celule ale asasinilor din toată lumea și păstrându-se de la ei ce este mai bun, de la primele versiuni ale jocului și până la ultima, eroul nostru este greu de ucis, aproape nemuritor ( neluând in calcul că poți să fi împușcat în joc) el supraviețuiește celor mai grele condiții : iernile grele din Rusia, păduri tropicale etc.
Primele versiuni ale jocului nu au atras atenția gamerilor, iar Eidos, firma ce făcuse jocul, era în pragul falimentului după prima versiune a jocului, în el investindu-se tot ce era mai nou la vremea aceea (2000-2001), așa că cei de la Eidos și-au luat inima în dinți și au scos încă o versiune a jocului Silent Assasin care se pare că este cea mai reușită versiune în ciuda faptului că Blood Money și Contracts aveau o grafică mai bună și o poveste mai adâncă.
La fiecare nivel, personajul principal, cunoscut doar ca 47,primește un set de obiective pentru a le atinge. Cele mai multe niveluri necesită asasinarea unei sau mai multor persoane. Cu toate acestea, modul în care misiunile sunt încheiate depinde de jucător, și există aproape întotdeauna o varietate de moduri pentru a finaliza misiunile. În loc de a împușca pe toată lumea, se pot stabili capcane mascate, cum ar fi otrăvirea unei băuturi, să pună capăt țintei, în liniște.